# Tišina Kaptolska
Tišina Kaptolska is een plaats in de gemeente  Martinska Ves in de Kroatische provincie Sisak-Moslavina. De plaats telt 289 inwoners (2001).